# Egy nagydarab lány túlélési útmutatója
Az Egy nagydarab lány túlélési útmutatója (eredeti cím: Survival of the Thickest) 2023-tól vetített amerikai vígjátéksorozat, amelyet Michelle Buteau és Danielle Sanchez-Witzel alkotott. A főbb szerepekben Michelle Buteau, Tone Bell és Tasha Smith látható.
Amerikában és Magyarországon 2023. július 13-án mutatta be a Netflix.

## Cselekmény
A nemrégiben szinglivé vált, molett nő, Mavis Beaumont megpróbálja újjáépíteni az életét, miután "mindenét egy férfi kosarába tette". Küszködő stylistként különböző akadályokkal kell szembenéznie, miközben megpróbálja összeszedni magát. Barátai és rokonai mellett megpróbálja túlélni és áttörni a problémáit, karrier és párkapcsolat terén.

## Szereplők

### Főszereplők
| Szereplők      | Színész         | Magyar hang     |
| -------------- | --------------- | --------------- |
| Mavis Beaumont | Michelle Buteau | Mezei Kitty     |
| Khalil         | Tone Bell       | Jankovics Péter |
| Marley         | Tasha Smith     | Timkó Eszter    |

### Mellékszereplők
| Szereplők      | Színész               | Magyar hang        |
| -------------- | --------------------- | ------------------ |
| Natasha Karina | Garcelle Beauvais     | Parti Nóra         |
| Dr. Britta     | Ambre Anderson        | Frick Nóra         |
| India          | Anissa Felix          | Menczel Andrea     |
| önmaga         | Peppermint            | Bercsényi Péter    |
| Jacque         | Taylor Selé           | Dévai Balázs       |
| Luca           | Marouane Zotti        | Király Dániel      |
| Avery          | Michelle Visage       | Bertalan Ágnes     |
| Sydney         | Sarah Cooper          | Bogdányi Titanilla |
| Bruce          | Anthony Michael Lopez | Dankó István       |
| Jade           | Liza Treyger          | Lass Bea           |
| Trent          | Allan K. Washington   | Jaskó Bálint       |
| önmaga         | Nicole Byer           | Jankovics Anna     |

### Magyar változat
- Magyar szöveg: Szalatnyai Dóra
- Hangmérnök: Cs. Németh Bálint
- Vágó: Simkóné Varga Erzsébet
- Gyártásvezető: Kincses Tamás
- Szinkronrendező: Bercsényi Péter
- Produkciós vezető: Várkonyi Krisztina

A szinkront a Mafilm Audio Kft. készítette.

## Epizódok
| Sor. | Év. | Cím                                                                    | Rendező        | Író                                        | Premier          |
| ---- | --- | ---------------------------------------------------------------------- | -------------- | ------------------------------------------ | ---------------- |
| 1.   | 1.  | Magadat helyezd előre, ribi! (Keep Your Plants Watered, Bitch)         | Linda Mendoza  | Michelle Buteau és Danielle Sanchez-Witzel | 2023. július 13. |
| 2.   | 2.  | Legyél kemény főnök, ribi! (Be A Bad Boss Bitch, Bitch!)               | Linda Mendoza  | Grace Edwards                              | 2023. július 13. |
| 3.   | 3.  | Hogy mit csináltál nyilvánosan, ribi? (You Did What in Public, Bitch?) | Kim Nguyen     | Solomon Georgio                            | 2023. július 13. |
| 4.   | 4.  | Te most sírsz, ribi? (Are You Crying, Bitch?)                          | Kim Nguyen     | E. R. Fightmaster                          | 2023. július 13. |
| 5.   | 5.  | Vasárnap bármi megtörténhet, ribi! (It's Any Given Sunday, Bitch!)     | Amy Aniobi     | Ian Edwards                                | 2023. július 13. |
| 6.   | 6.  | Cselekedj helyesen, ribi! (Do the Right Thang, Bitch)                  | Amy Aniobi     | Hillary Handelsman                         | 2023. július 13. |
| 7.   | 7.  | Engedd ki, ribi! (Let it Out, Bitch!)                                  | Kimmy Gatewood | Danielle Sanchez-Witzel és Julia Lindon    | 2023. július 13. |
| 8.   | 8.  | A nagyobb célért, ribi! (For a Bigger Purpose, Bitch)                  | Kimmy Gatewood | Michelle Buteau                            | 2023. július 13. |

## A sorozat készítése
2022. január 24-én a Netflix bejelentette Michelle Buteau önéletrajzi ihletésű esszéjének nyolc epizódos adaptációját, amelynek társalkotói és vezető producerei Buteau és Danielle Sanchez-Witzel lesznek.

### Forgatás
A forgatás 2022. szeptember 26-án kezdődött. 2022. november 20-án fejeződött be.